# John Helt
John Helt (Virum, 29 dicembre 1959) è un ex calciatore danese, di ruolo centrocampista.